# Semikolon
Semikolon ( ; ) er et symbol brugt i grammatisk tegnsætning. De seneste retskrivningsregler har nedtonet betydningen af tegnet meget. Det blev brugt som et lille punktum, hvor nærtbeslægtede sætninger ikke skulle adskilles af et helt punktum. Tidligere blev det konsekvent brugt før sætninger, der begyndte med bindeord som men, thi, for og derfor.
Tegnet bruges i andre kontekster i dag.

## Brug i tegnsætning
Semikolon bruges som adskillelse i følgende situationer:

### Forbundne sætninger
Hvis to sætninger er forbundne, men ikke har et bindeord (eller en erstatning for et) imellem sig, og et punktum vil bryde sammenhængen mellem sætningerne.
Jeg kom for sent op; vækkeuret var gået i stå.
Her kunne sætningerne have været helt adskilt af et punktum – men med nedsat forståelse for sammenhængen mellem dem:
Jeg kom for sent op. Vækkeuret var gået i stå.
Eller et bindeord kunne have været indført:
Jeg kom for sent op, fordi vækkeuret var gået i stå.

### Opremsning med kommaer
Ved en opremsning af elementer, der indeholder kommaer, kan elementerne skilles af semikolon:
Til en æblekage skal man bruge to æbler, der er skrællede; en spiseske honning, der er frisk fra bikuben; fire kilo rasp, der er økologisk og 80 gram sukker, der ikke indeholder kunstigt sødemiddel.
Skrevet med kommaer:
Til en æblekage skal man bruge to æbler, en spiseske honning, fire kilo rasp og 80 gram sukker.
Med de indskudte sætninger direkte indsat uden at bruge semikolon ville sætningen have lydt:
Til en æblekage skal man bruge to æbler, der er skrællede, en spiseske honning, der er frisk fra bikuben, fire kilo rasp, der er økologisk, og 80 gram sukker, der ikke indeholder kunstigt sødemiddel.
Her er det svært at læse sig til, hvor det enkelte element i listen slutter, og hvor det næste begynder – derfor bruges semikolon som i ovenstående eksempel.

## Tidligere brug
Tidligere brugtes semikolon konsekvent før sætninger indledt med men, thi, da og derfor, hvis en hel sætning fulgte efter:
Jeg skulle gøre rent; men jeg kunne ikke finde rengøringsskabet.
I dag vil man også kunne bruge et komma.

## På computere
Semikolon findes som det 59. tegn i ASCII-tegnsættet og repræsenteres tilsvarende i Unicode ved U+003B.
I mange sprog til programmering af computere bruges semikolon som adskillelsestegn mellem syntaktiske elementer eller som afslutningstegn for et syntaktisk element.
Her et eksempel med programmeringssproget C, hvor ; er et afslutningstegn:
```
int
 
main
(
void
)

{

  
int
 
i
;

  
for
(
i
=
0
;
 
i
<
3
;
 
i
++
)

    
printf
(
"Hello, world
\n
"
);

  
return
 
0
;

}

```